# Němčičky (Břeclav)
Němčičky (in tedesco Klein Niemtschitz) è un comune della Repubblica Ceca facente parte del distretto di Břeclav, in Moravia Meridionale.